# Ourthe orientale
Pour les articles homonymes, voir Ourthe.
L'Ourthe orientale est, avec l'Ourthe occidentale, l'une des deux rivières belges se réunissant pour constituer l'Ourthe, l'affluent le plus abondant de la Meuse.

## Parcours
L'Ourthe orientale naît de la confluence de deux ruisseaux entre Ourthe et Deiffelt, dans la commune de Gouvy en province de Luxembourg puis se dirige vers l'ouest-sud-ouest en passant à Cherapont (étangs). Elle alimentait par la suite les anciens moulins Magottiaux et de Bistain. Elle arrose Houffalize, reçoit le ruisseau de Martin-Moulin puis s'unit avec l'Ourthe occidentale entre Nisramont, Engreux et Filly au niveau du lac de Nisramont formé par le barrage éponyme.

## Affluents
- Le Cowan (rg[note 1]) (confluent en amont de Houffalize)
- La Petite-Eau (rg) (confluent en aval de Houffalize)
- Le Martin-Moulin (rd) (confluent au Pont de Rensiwé, en aval de Houffalize)
  - Le Chevral (confluent à Achouffe)
  - La Belle-Meuse (confluent en aval d'Achouffe)

## Voir aussi

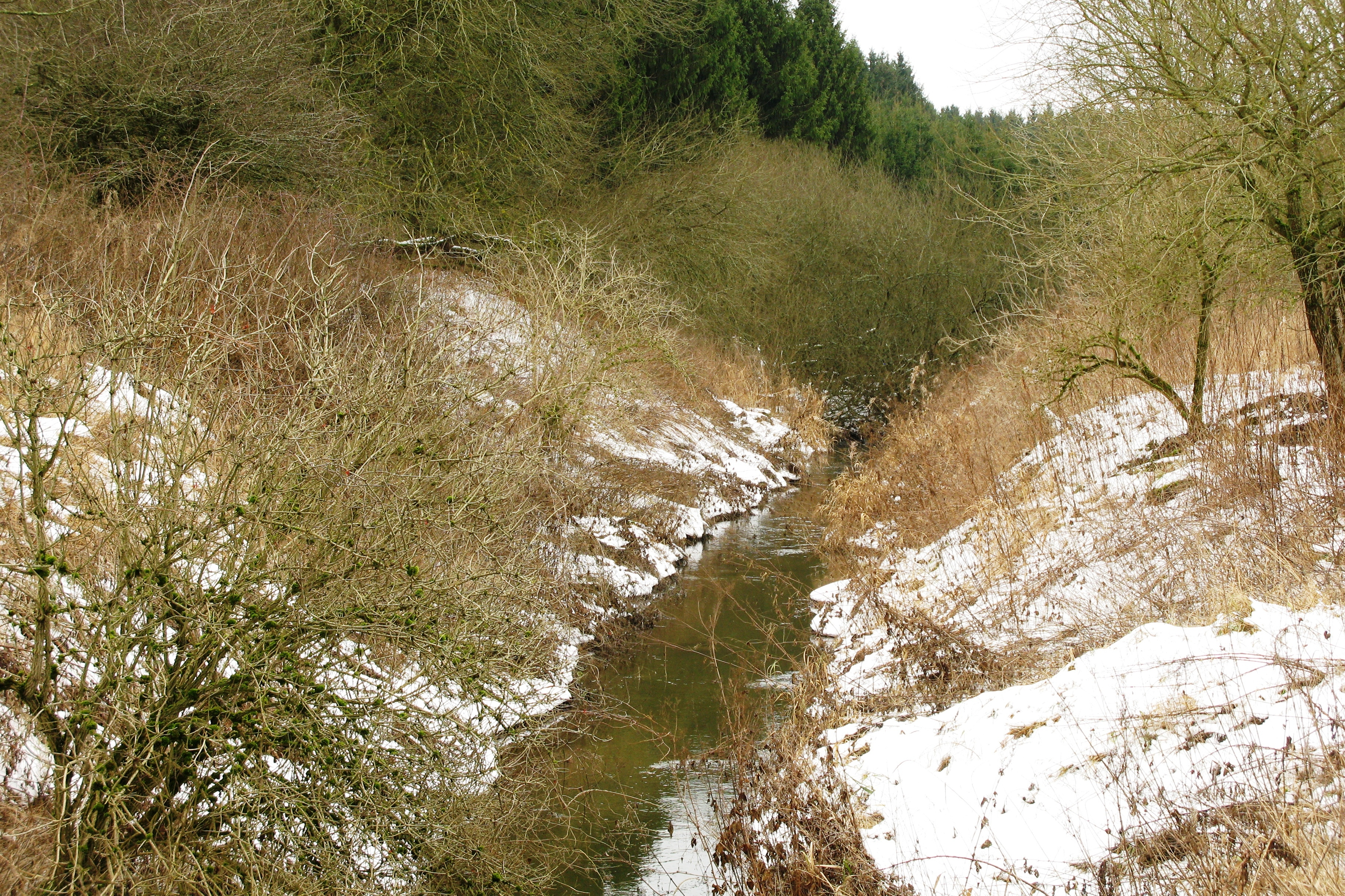
L'Ourthe orientale au sud de Gouvy.